# نهشته‌های یخچالی-رودخانه‌ای

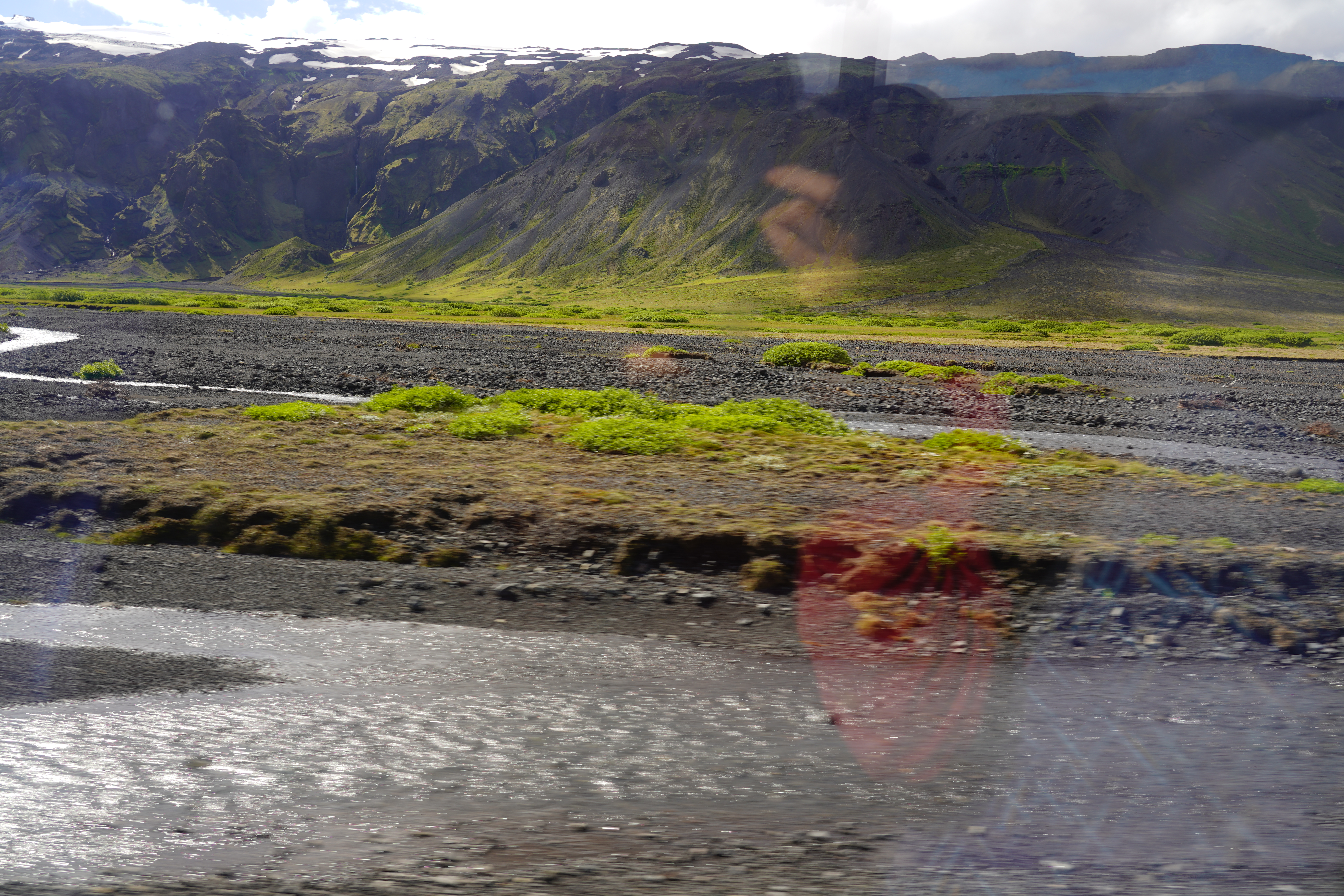
دشت برون‌شستی یخچالی ترسمور در ایسلند.

نهشته‌های یخچالی-رودخانه‌ای یا رسوبات یخچالی-رودخانه‌ای از تخته‌سنگ، شن، ماسه، لای و رس به‌جامانده از یخسار‌ها یا یخچال‌های طبیعی تشکیل شده‌است. این نهشته‌ها توسط جریان آب حمل، مرتب و نهشته می‌شوند. رسوبات در کنار، زیر یا پایین‌دست یخ تشکیل شده و شامل پشته یخچالی و مارتپه‌هایی می‌شود که در محل تماس یخ و مخروط‌افکنه‌های برون‌شستی و دشت‌های برون‌شستی در زیر حاشیه یخ تشکیل شده‌اند. رسوبات برون‌شستی به‌طور معمول توسط جریان‌های سریع و متلاطم آب ذوب‌شده رودخانه‌ای-یخچالی حمل می‌شوند، اما گاهی توسط جریان‌های ناگهانی سیلاب نیز جابه‌جا می‌شوند. قطعات بزرگ‌تر مانند تخته‌سنگ و شن در نزدیکی حاشیه یخ قرار می‌گیرند، در حالی‌که قطعات کوچک‌تر به فاصله‌های دورتر و گاهی به دریاچه‌ها یا اقیانوس‌ها منتقل می‌شوند. رسوبات یخچالی-رودخانه‌ای بر اثر فرایندهای رودخانه‌ای مرتب می‌شوند. نهشته‌های یخچالی-رودخانه‌ای با یخ‌نهشته‌ها متفاوت هستند، زیرا یخ‌نهشته‌ها توسط یخ یخچال جابه‌جا و نهشته‌می‌شوند و فاقد جورشدگی هستند.